# Pedro María Artola
Pedro María Artola Urrutia  (Andoain, 21 de dezembro de 1954) é um ex-futebolista espanhol, que atuava como goleiro.

## Carreira
Artola por clubes atuou apenas a Real Sociedad e Barcelona, sendo ídolo do clube catalão.

## Seleção
Mesmo sem jogar nenhuma partida pela Seleção Espanhola de Futebol, integrou o elenco que disputou a Eurocopa de 1980.

## Títulos

### Clube
Barcelona
- Copa del Rey: 1977–78, 1980–81, 1982–83
- Supercopa de España: 1983
- Copa de la Liga: 1983
- UEFA Cup Winners' Cup: 1978–79, 1981–82

### Individual
- Troféu Ricardo Zamora: 1977–78